# Edvardas Žakaris
Edvardas Žakaris (* 25. Mai 1952 in Pagėgiai, Gebiet Klaipėda) ist ein litauischer Politiker.

## Leben
Nach dem Abitur 1971 an der 1. Mittelschule Kelmė absolvierte er 1985 das Studium des Wirtschaftsingenieurwesens an der Lietuvos žemės ūkio akademija und das Diplomstudium 1988 am Šiaulių pedagoginis institutas und wurde Tiflopädagoge.
Von 1973 bis 1983 war er Lehrer in Kelmė, von 1987 bis 1990 Deputat im Rat der Rajongemeinde Kelmė und von 1990 bis 1995 Deputat im Rat der Stadtgemeinde Šiauliai. Seit 2004 ist er Mitglied des Seimas.
| Personendaten    | Personendaten                             |
| ---------------- | ----------------------------------------- |
| NAME             | Žakaris, Edvardas                         |
| KURZBESCHREIBUNG | litauischer Politiker (Seimas)            |
| GEBURTSDATUM     | 25. Mai 1952                              |
| GEBURTSORT       | Pagėgiai, Gebiet Klaipėda, Litauische SSR |